# کویپر ۱۷۷۶
سیارک ۱۷۷۶ (به انگلیسی: 1776 Kuiper، نامگذاری:2520P-L) هزار و هفتصد و هفتاد و ششمین سیارک کشف شده‌است که در ۲۴ سپتامبر ۱۹۶۰ کشف شد.
قدر مطلق سیارک برابر ۱۱٫۰۰ است.